# Produktionskrankheit
Als Produktionskrankheit bezeichnet man in der Veterinärmedizin eine Stoffwechselstörung oder Infektionskrankheit eines Nutztieres, die maßgeblich mit Haltung, Fütterung, Leistung, Züchtung und Management der Tierproduktion assoziiert ist.